# X-Konha
X-Konha är en ort i Mexiko.   Den ligger i kommunen Felipe Carrillo Puerto och delstaten Quintana Roo, i den östra delen av landet, 1 200 km öster om huvudstaden Mexico City. X-Konha ligger 9 meter över havet och antalet invånare är 107.
Terrängen runt X-Konha är mycket platt. Runt X-Konha är det mycket glesbefolkat, med 4 invånare per kvadratkilometer. Närmaste större samhälle är Felipe Carrillo Puerto, 17,4 km norr om X-Konha. I omgivningarna runt X-Konha växer i huvudsak städsegrön lövskog.